# マルコ・ムルキッチ
マルコ・ムルキッチ（セルビア語: Марко Мркић, Marko Mrkić、1996年8月20日 - ）は、セルビアのサッカー選手。セルビア代表。ポジションはFW。

## クラブ歴
2014年にFKヤゴディナの下部組織からFKラドニチュキ・ニシュに加入。2019年夏まで在籍した。
2020年2月にFKナプレダク・クルシェヴァツに加入。

## 代表歴
2017年1月にA代表初招集。29日のアメリカ合衆国代表との親善試合で代表初出場。

## 家族
父のサシャ・ムルキッチも元サッカー選手、現サッカー指導者。